# Der Wortschatz der polnischen Mundart von Sankt Annaberg
Der Wortschatz der polnischen Mundart von Sankt Annaberg (pol.: Słownik gwary polskiej Góry Świętej Anny) – pełny słownik miejscowej gwary śląskiego dialektu „Kobylorzy” autorstwa Reinholda Olescha, wydany w latach 1958–1959 w Wiesbaden.
Słownik ukazał się w serii „Veröffentlichungen der Abteilung für Slavische Sprachen und Literaturen des Osteuropa-Instituts (Slavisches Seminar) an der Freien Universität Berlin” (Band 17).

## Charakterystyka
Słownik zawiera zasób całości słownictwa przedwojennej mówionej, niemazurzącej gwary mieszkańców dwóch miejscowości: Góra Świętej Anny i Wysoka w powiecie strzeleckim na Górnym Śląsku. Olesch w swym dziele leksykograficznym użył slawistycznego alfabetu fonetycznego dla oddania dokładniejszego brzmienia wyrazów. Zasady fonologiczne oraz fonetyczne autor przedstawił tu w skrócie, ponieważ poświęcił temu zagadnieniu swoją rozprawę habilitacyjną, opublikowaną w 1937 roku. Kontynuując charakterystykę gramatyki dialektu „Kobylorzy”, zaprezentował w słowniku morfologię opisową, tj. fleksję z elementami słowotwórstwa. 
Der Wortschatz der polnischen Mundart von Sankt Annaberg zawiera około 42.000 słów (15.500 własnych miejscowej ludności, 10.000 polskich i 16.500 niemieckich), zebranych w dwóch częściach, obejmujących łącznie 741 stron (część I: 8 nlb., XLVIII, 430 stron; część II: 6 nlb., 248 stron + mapa). 

### Część pierwsza
obejmuje:
- wprowadzenie z krótkim omówieniem spółgłosek i samogłosek (Olesch stwierdził w tej gwarze występowanie czterech samogłosek nosowych: (į), ỵ, ų oraz ą; brak w niej polskich nosówek ę oraz ǫ)
- obszerny rozdział poświęcony morfologii opisowej gwary Góry Św. Anny,
- podstawowy, tzw. aktywny słownik w układzie śląsko-niemieckim (około 15.500 haseł, obejmujących używane na co dzień słownictwo śląskie i zaadadptowane słowa obce, głównie niemieckie).

### Część druga
obejmuje:
- dwa wykazy, obejmujące łącznie około 10.000 obcych dla mieszkańców słów (na 84 stronach), stanowiących podstawowy zasób polszczyzny codziennej i kulturalnej końca lat 30. XX wieku, o których znajomość i znaczenie Olesch pytał mieszkańców w trakcie badań terenowych:

1. spis około 6500 polskich słów nieużywanych przez mieszkańców Góry Św. Anny i Wysokiej, lecz jedynie zasłyszanych od obcych (Sanktuarium św. Anny jest miejscem pielgrzymkowym, stąd tak duża liczba zasłyszanych słów),
2. spis około 3500 polskich słów nieznanych miejscowej ludności (np. abecadło, biedronka, biust, błękit, bród, brukiew, burak, całus, cerować, chlapać, chwast, ciarki, ciecz, cukiernik, cywilny, dentysta, dewotka, doba, dożynki, dyżur, dziedzic, dziurawiec, emeryt, felczer, fornal, garb, grabież, granatowy, guz, haft, jabłecznik, jakość, jaz, kaganek, kaprys, kisiel, kładka, kmieć, koklusz, kolczyk, konar, korek, koronki, koszary, krąg, krętacz, krosta, kruchta, kruchy, krwisty, krypta, krzesło, krzew, kulisty, kułak, lamus, letnik, lokator, luzem, łakocie, łuk, łyżwa, magiel, miernik, motyl, najazd, narząd, nawa, nocnik, obelga, obóz, obrus, obszar, ochotnik, odbiór, odłóg, odraza, odruch, odwet, ogółem, ohyda, okrasa, okres, omłot, osada, osadnik, pasożyt, pionowy, poborca, podstęp, poeta, pojazd, pokost, polewa, pomarańcza, pomidor, pomór, popas, poronić, portfel, posterunek, pośladek, poufny, pozew, pralnia, prawnik, prezent, pryszcz, przekaz, przemysł, przesada, przygnębienie, psocić, puch, pułapka, puszka, puszysty, pył, rdzenny, rękawiczka, robocizna, rogacizna, rodowity, ropień, rota, rozkład, rozsada, rozstrój, roztwór, rożen, rtęć, rudera, runo, rządca, rzeźnia, rzęsa, samouk, schludny, senior, siatka, sielanka, siusiać, skwarek, słoik, smar, ssać, stalówka, stanik, stanowczy, starostwo, starszyzna, stęp, stóg, stragan, stromy, stypa, sufit, swary, swojak, szatkować, szczelny, szczypta, szelest, szereg, szperać, szron, szuja, ścieg, śledztwo, śluz, średnica, tandeta, tasiemka, tektura, teść, tętno, tło, tożsamość, trop, truskawka, trzebić, tubylec, tułów, tuman, tynk, uczestniczyć, ukłuć, uknuć, upaść, upływ, ustalać, utykać, uwłaszczać, użyźniać, walizka, wara!, warchlak, warzywo, węgiel, wieszcz, wiklina, włoszczyzna, włość, włóczka, worek, wór, wspólnik, wstawiennictwo, wścibski, wydajny, wydział, wymiar, wypleniać, wyrób, występek, wzniecać, zabór, zadra, zakazić, zamęt, zapał, zapusty, zasoby, zatarg, zawód, zmrok, znój, zrzeszać się, zwariować, zwęszyć, żar, żwir, żywotny, żyzny oraz im pokrewne),

- zbiór przykładowych fragmentów form językowych (typowe teksty gwarowe miejscowej ludności, teksty mieszane niemiecko-śląskie, pieśń o pożarze Leśnicy napisana XIX-wieczną polszczyzną kulturalną, teksty strzeleckich dokumentów urzędowych z XVIII wieku),
- indeks niemiecko-śląski do głównego słownika (z części pierwszej), obejmujący około 16.000 niemieckich odpowiedników słów śląskich,
- uzupełnienia do słownika z pierwszej części i erratę,
- mapę okolic Góry Św. Anny z zaznaczonym obszarem badań.

Wiele haseł podstawowego, śląsko-niemieckiego słownika Olesch opatrzył przykładami użycia, komentarzami kulturowymi, zwłaszcza przy pojęciach odwołujących się do miejscowych, śląskich tradycji, a także wykazami słów uwzględnionych jako podrzędne znaczeniowo. Jednym z najbardziej rozbudowanych haseł w słowniku Olescha jest „miano” (pol. 'imię'), w którym podał on schemat tworzenia śląskich przymiotników dzierżawczych pochodzących od nazwisk, spis popularnych imion męskich, żeńskich i zwierzęcych, a także lokalne warianty nazw miejscowości na Górnym Śląsku, używane pod Górą Św. Anny.
W swoich badaniach, zwieńczonych opracowaniem i wydaniem słownika, Olesch gruntownie przebadał nie tylko śląskie słownictwo gwarowe i jego stosowanie w kontaktach językowych wewnątrz lokalnej społeczności (w dwóch generacjach: powyżej 60 roku życia i w wieku 30–60 lat), lecz również związki tej gwary ze współczesnym kulturalnym językiem polskim, używanym na co dzień przez Polaków w Rzeczypospolitej Polskiej pod koniec dwudziestolecia międzywojennego. Spośród 10.000 polskich słów, notowanych w każdym standardowym słowniku języka polskiego końca lat 30. XX wieku (tyle słów używa na co dzień przeciętny Polak), blisko 6500 słów ludność Góry Św. Anny zasłyszała od obcych, lecz ich nie używała we własnej mowie (podobnie, jak zna się słowa z języków obcych, ale ich nie używa we własnym języku), natomiast 3500 typowych polskich słów było wówczas zupełnie obcych Ślązakom z Góry Św. Anny.